# Rocher Meyer
Pour les articles homonymes, voir Meyer.
Le rocher Meyer, en anglais Meyer Rock, est une petite île inhabitée d'Australie située dans le sud de l'océan Indien, faisant partie du territoire extérieur des îles Heard-et-MacDonald et composant les îles McDonald avec l'île McDonald.
Le rocher Meyer est le point le plus occidental du territoire australien avec 72° 34' de longitude Est.

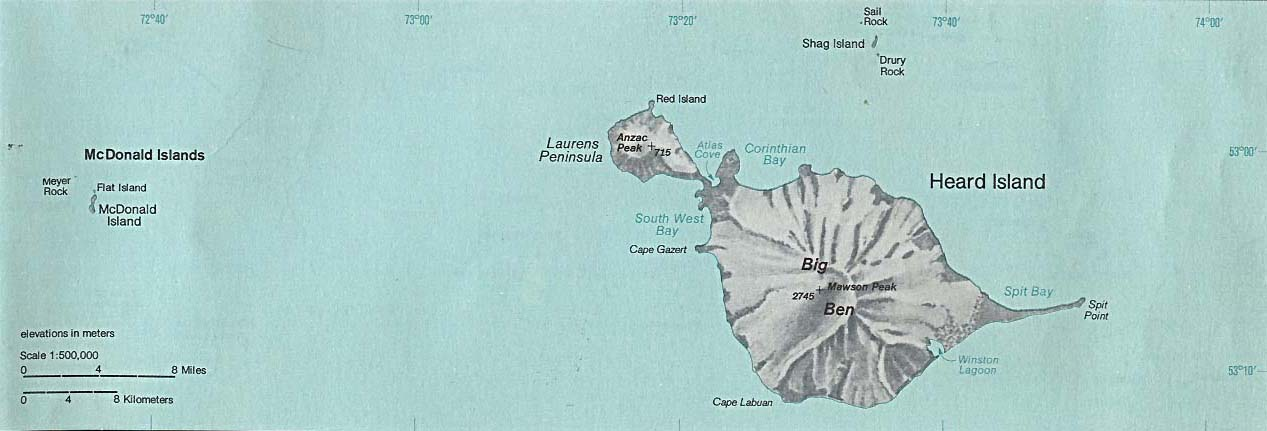
Carte des îles Heard et McDonald avec le rocher Meyer (à gauche)

## Référence
1. ↑  (en) Carte des îles Heard-et-MacDonald